# Boris Grigoriev
Pour les articles homonymes, voir Grigoriev.
Boris Dmitrievitch Grigoriev (en russe : Бори́с Дми́триевич Григо́рьев), né le 11 juillet 1886 (23 juillet dans le calendrier grégorien) à Moscou (Russie), mort le 7 février 1939 à Cagnes-sur-Mer (France), est un peintre de l'avant-garde russe.

## Biographie
Boris Grigoriev naît à Moscou en 1886. Sa mère, Klara von Lindenberg, est suédoise. Il est reconnu et adopté à l'âge de quatre ans par son père Dimitri Grigoriev et éduqué dans la famille de celui-ci, alors qu'il était enfant illégitime. Son père était commerçant et lui-même devient comptable puis employé dans une banque de Rybinsk. Plus tard il racontera que son enfance passée à Rybinsk ne fut pas très heureuse, du fait de ses origines russo-suédoises et de son statut initial d'enfant illégitime.  
Il suit les cours de l'institut des beaux-arts Strogonof, dans la classe de Dmitri Chtcherbinovski, puis d'Abram Arkhipov de 1903 à 1907. Il fréquente ensuite, en qualité d'auditeur, l'Académie russe des beaux-arts de Saint-Petersbourg (jusqu'en 1913), où il s'intéresse à la peinture d'Alexandre Kisseliov et de Dmitri Kardovski.
Il profite de la proximité de la Suède en vivant à Saint-Pétersbourg, pour visiter la famille de sa mère en 1909.
Il participe la même année à la création du « Studio des impressionnistes », société de jeunes artistes futuristes dirigés par un théoricien, musicien et peintre de l'avant-garde Nikolaï Koulbin.
En 1913, il est à Paris, où il vit quatre mois et commence à produire des œuvres rendant ses impressions sur le thème de la vie parisienne
De 1913 à 1918 Grigoriev est membre de la société d'artistes Mir iskousstva influencée par l'Art nouveau et le symbolisme ouest-européen. Il prend part à de nombreuses expositions. Il est considéré comme représentant de «gauche» au sein de l'avant-garde russe.
Il enseigne à partir de 1918 à l'institut Strogonof de Saint-Pétersbourg et devient membre de l'union professionnelle des artistes de la ville.
Grigoriev parvient à passer clandestinement en Finlande avec sa famille en 1919, et de là il part pour Berlin. En 1921 il se retrouve à Paris. En 1926 le peintre est devenu populaire, ses toiles sont recherchées par les galeries et par de nombreux collectionneurs. Il écrit au poète Vassili Kamenski : « Maintenant je suis devenu le premier maître du monde. […] Je ne m'excuserai pas pour cette phrase. Il faut se connaître soi-même, sinon on ne saura pas quoi faire de sa vie. Et ma vie à moi est sacrée du fait de mon travail et mes quarante ans le prouvent. Je ne crains ni la concurrence, ni aucune commande, aucun thème, aucune taille, aucune rapidité d'exécution. »
Il visita les États-Unis en 1928 et 1929 et en 1936, l'Amérique latine.
Il crée en 1929—1930, une peinture monumentale dédiée à la Société des Nations intitulée « Visages du monde », dont la ville de Prague a fait l'acquisition en 1932.
Grigoriev meurt en France à Cagnes-sur-Mer le 7 février 1939 où il s'était installé en 1927 dans une villa qu'il appelait «Borisella» (son épouse se prénommait Ella).

## Œuvres

### Dessins et illustrations
À partir de 1911 Grigoriev collabore étroitement à la revue « Satyricon » et au « Nouveau Satyricom ». Ses qualités de dessinateur, ses traits caractéristiques, se révèlent le mieux dans ses nombreux crayons de la série « Intimité » (1916—1918). Grigoriev y exprime ses impressions personnelles, l'atmosphère de Paris, le monde du cirque, les cabarets, les bordels. 

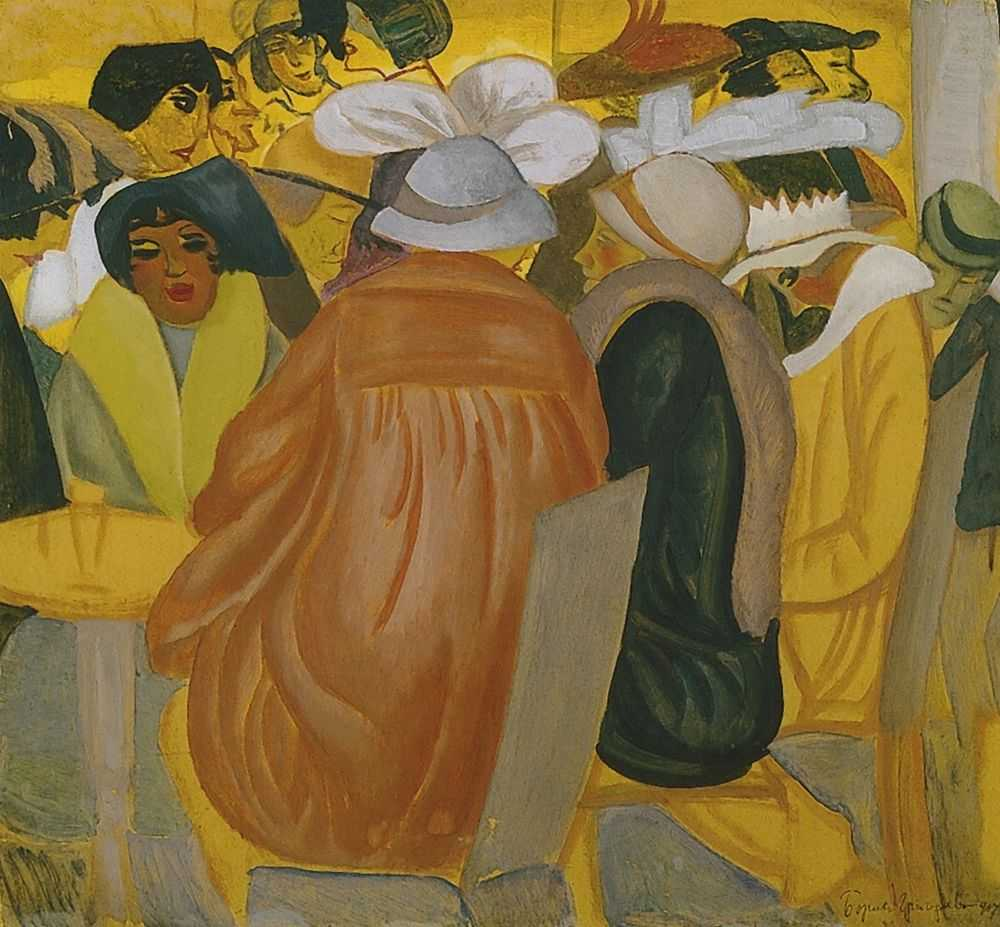
Boris Grigoriev 24
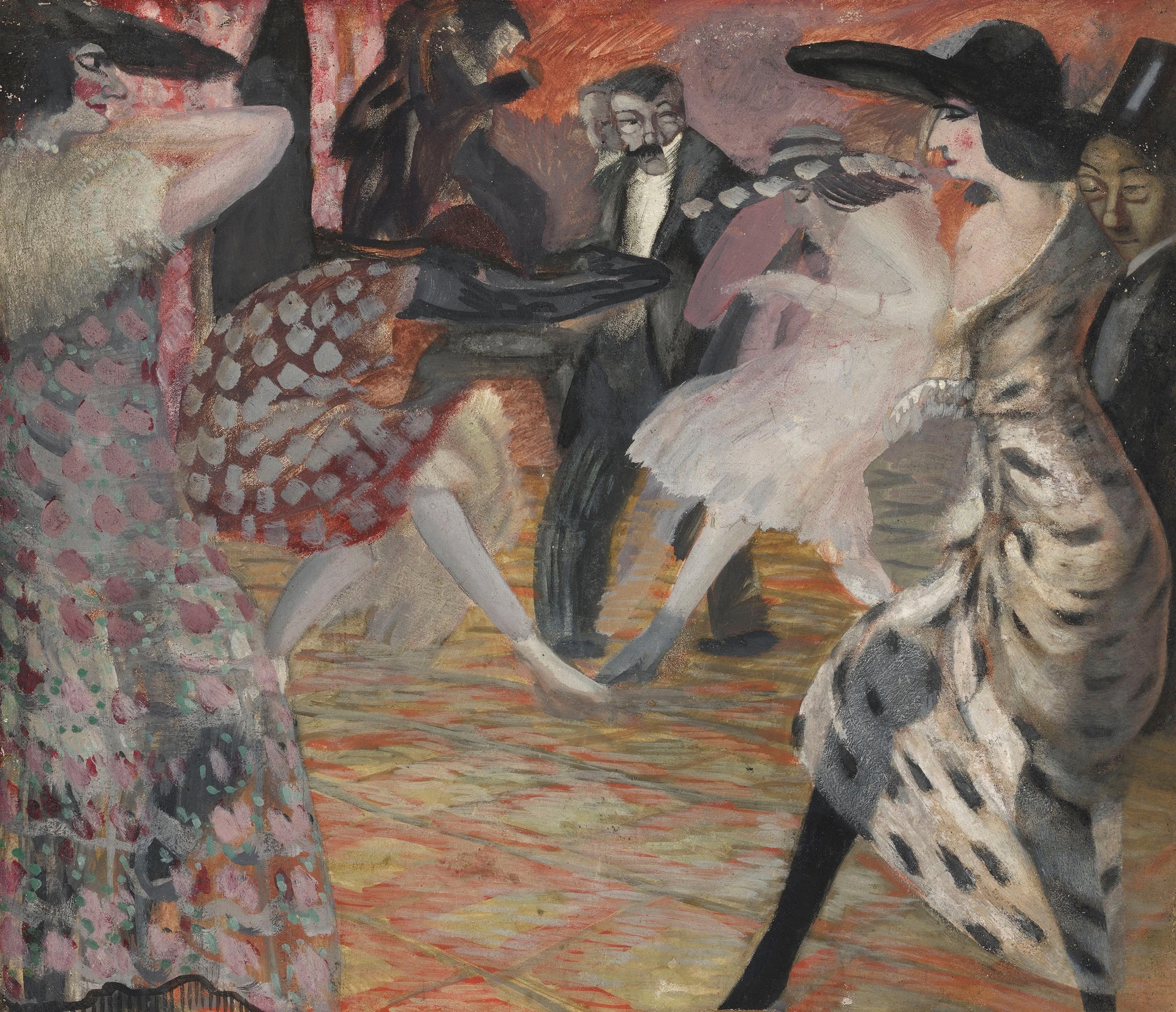
Le bal(1912)
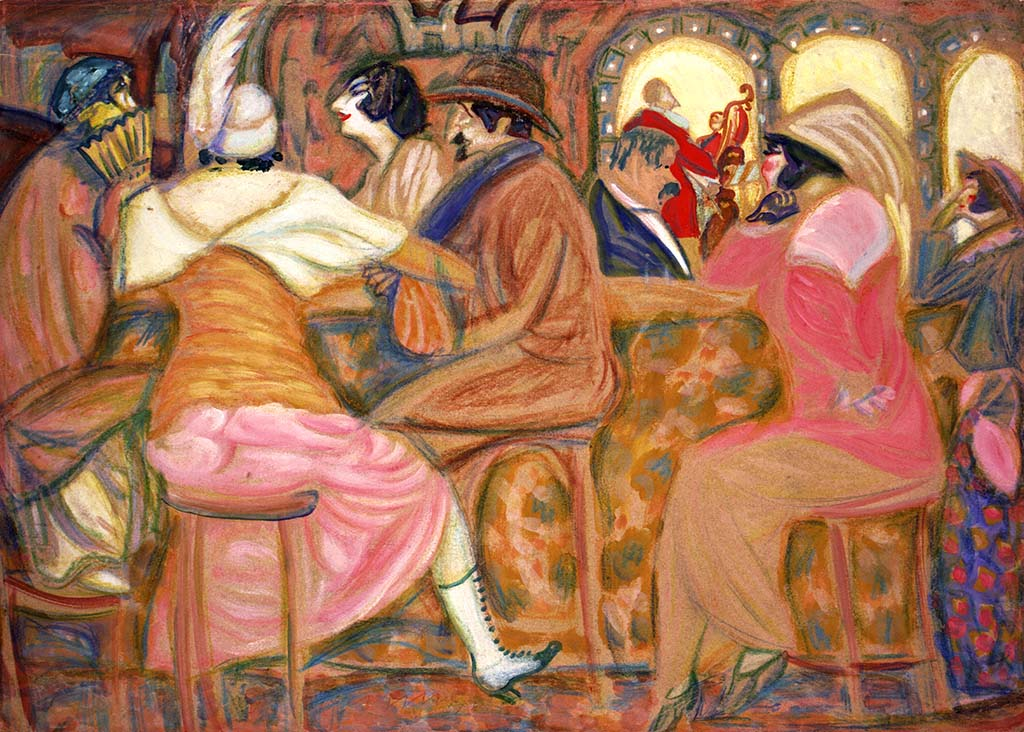
Paris : café(GTG, 1914)

Quand il vit à l'étranger il poursuit ses travaux d'illustration des écrivains russes réputés : série sur l'« Enfance » de Maxime Gorki, 1931 ; série sur les « Frères Karamasov » Fiodor Dostoïevski 1932—1933 ; au début du XXIe siècle ses dessins se trouvent dans les collections détenues par ses héritiers.

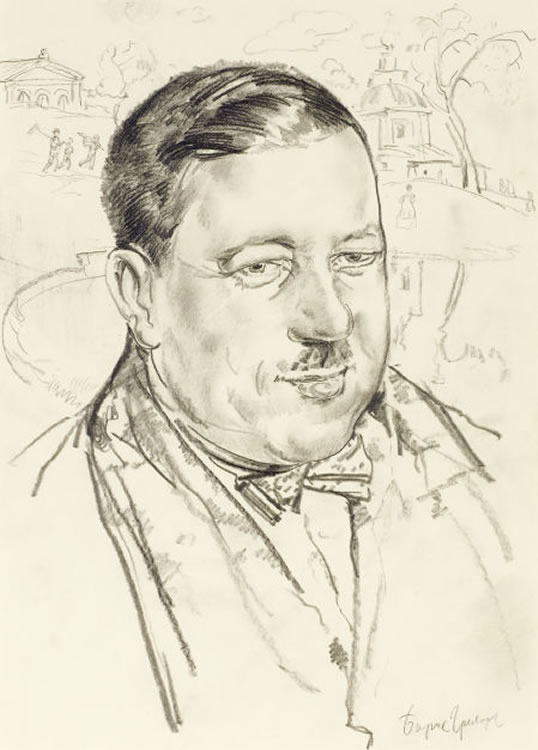
le peintre Ilia Machkov
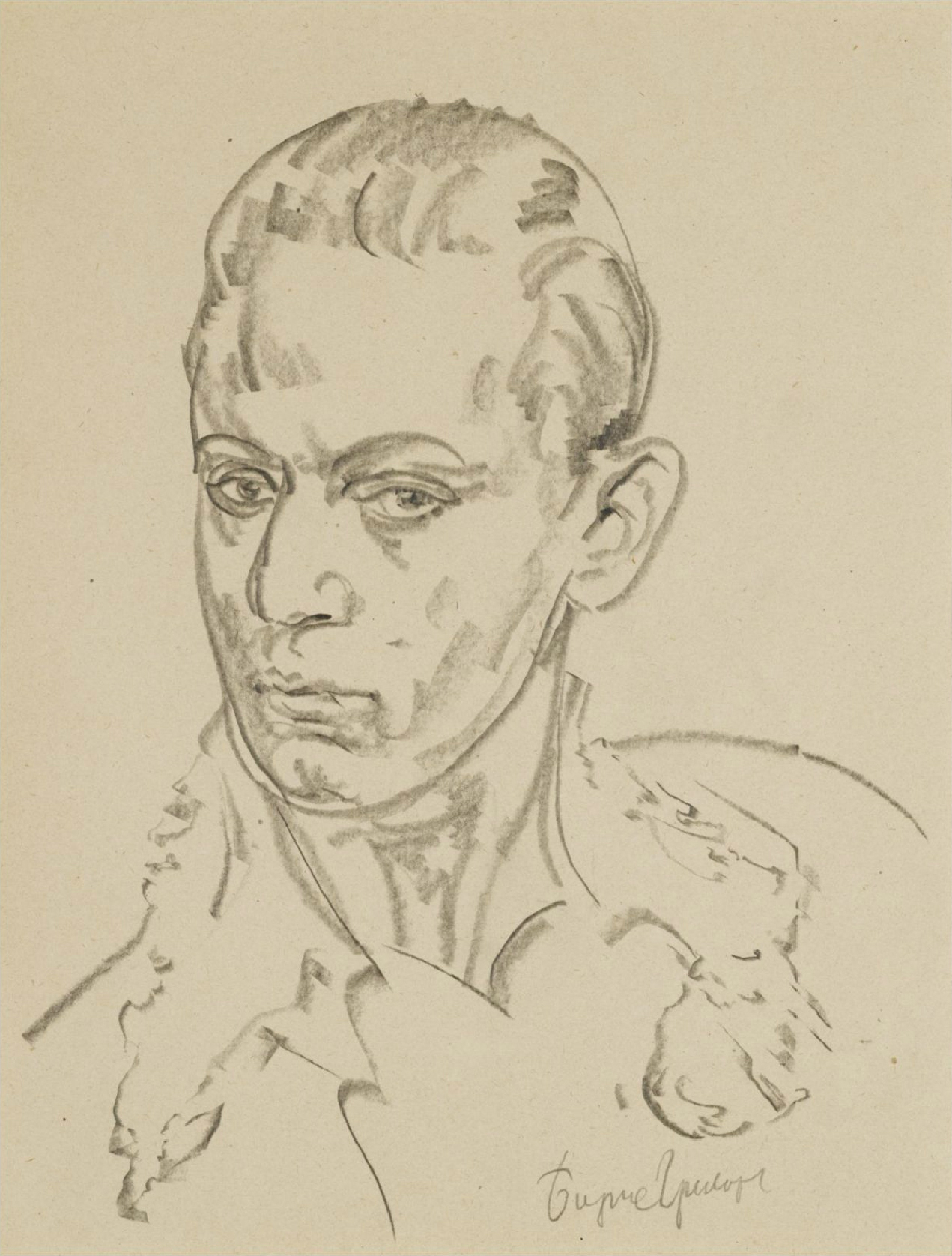
le danseur Serge Lifar

### Portraits
Grigoriev est renommé comme maître du dessin et du portrait. Ses œuvres se situent dans la lignée de l'avant-garde, mais sans aller jusqu'à l'extrême quant aux formes. Il préfère représenter son sujet par le rôle qu'il a joué plutôt que pour lui-même. Il aime le grotesque, mais l'utilise pour montrer l'intelligence de ses personnages, plutôt que dans un sens satirique ou moqueur.

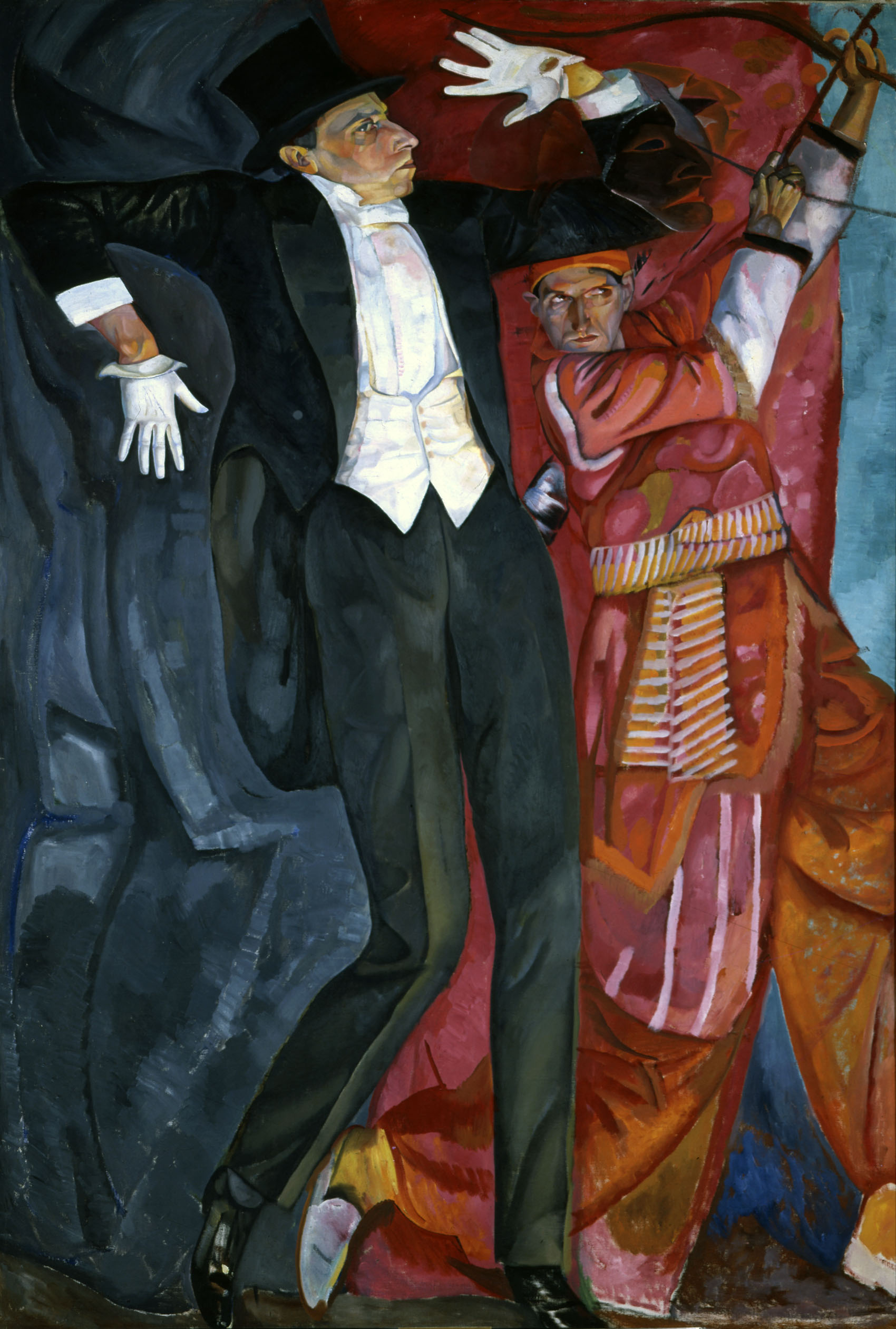
Vsevolod Meyerhold, 1916
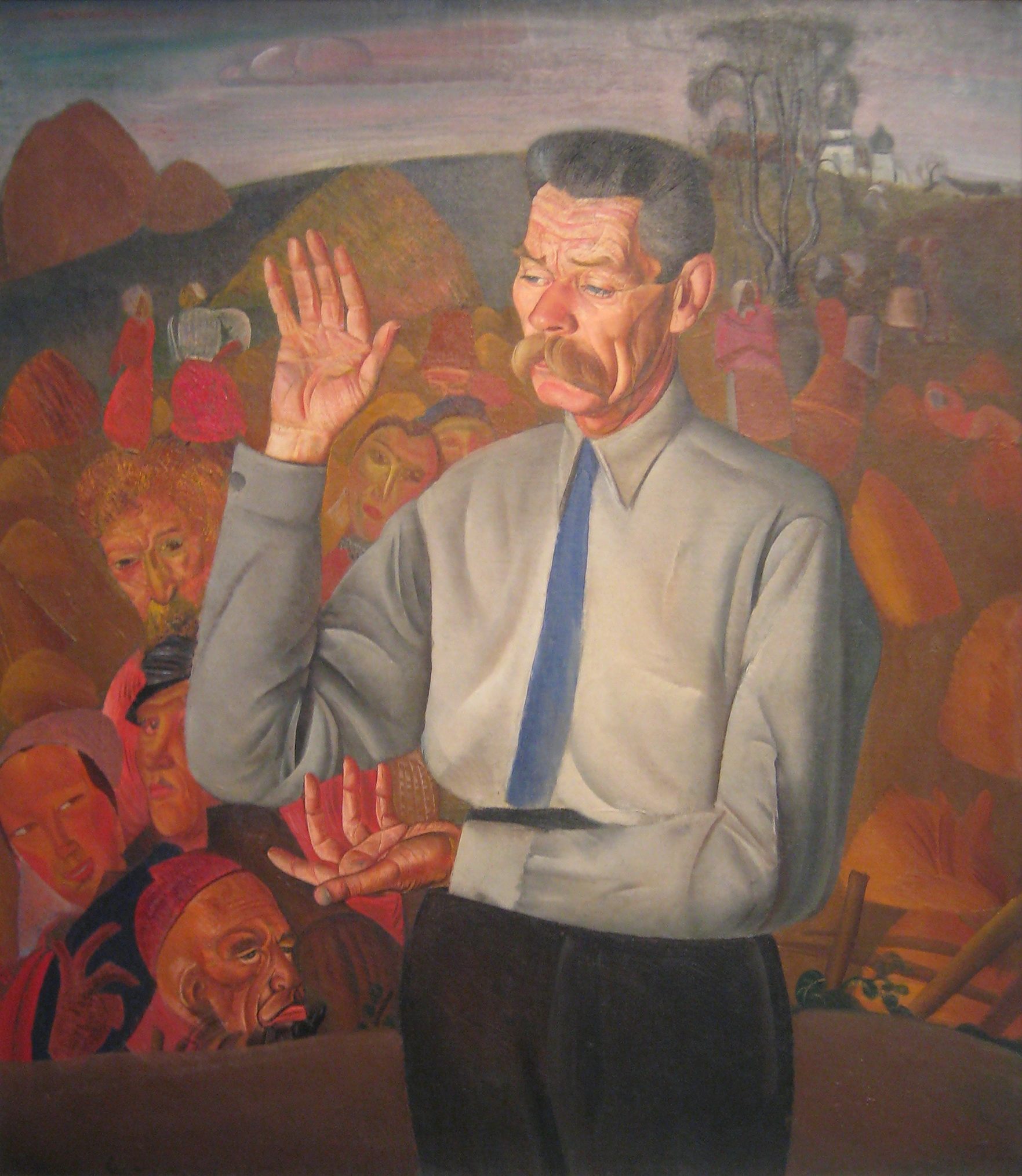
Maxime Gorki 1926
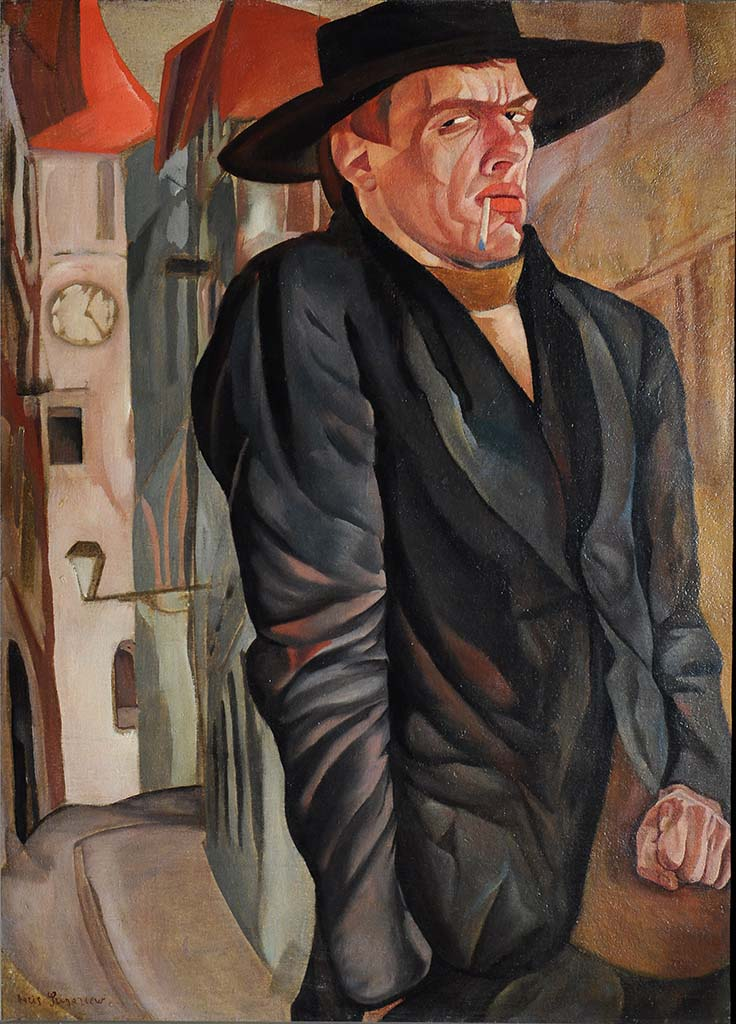
le poète Vladimir Maïakovski, 1916

### «Rasseïa»
La Rasseïa, la Russie des instincts est rendue par Grigoriev avec toute la sauvagerie profonde de ce mode de vie, chez les paysans dans les villages de la Russie profonde. On observait déjà chez les participants de la Queue d'Âne (groupe d'artistes) quelques années avant Grigoriev, la passion pour ces mêmes sujets populaires : villages, fêtes populaires. Sa série de tableaux «Rasseïa» est réputée : un album sur ces tableaux est édité en 1918, comprenant des dessins et des peintures, mais aussi du texte, dont une partie de la plume de Grigoriev lui-même. Les portraits et les paysages de cet album sont empreints d'une profonde mélancolie.

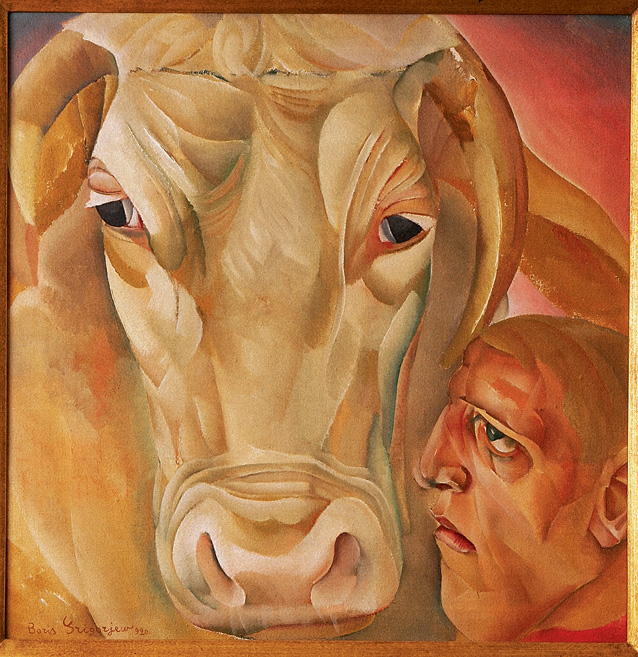
Homme au taureau. 1920
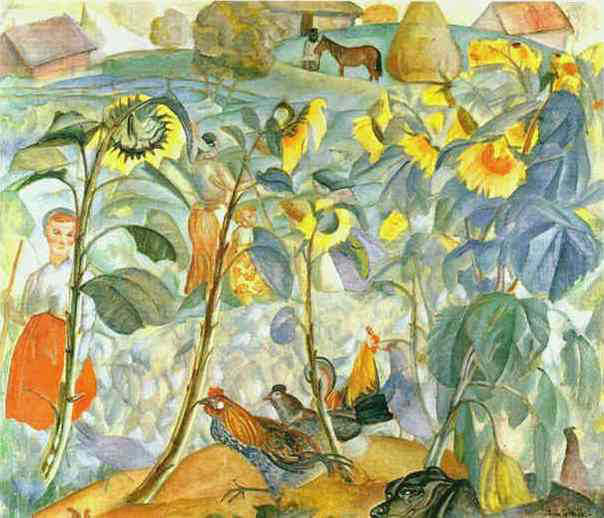
Tournesols, 1917-1919
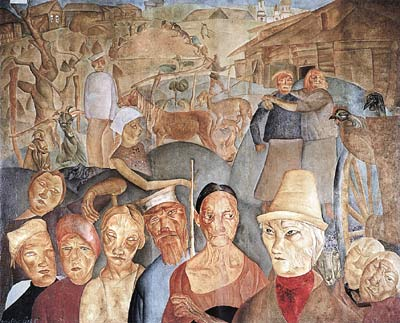
Boris Grigoriev 43

### Théâtre
À l'étranger également, il fait connaître ce thème en publiant après la version russe de 1921, une version allemande de Rasseïa et en 1923 et 1924, une version en français et en anglais d'un album remanié intitulé « Liki Rossii » et auquel il a ajouté des portraits d'acteurs du Théâtre d'art de Moscou.

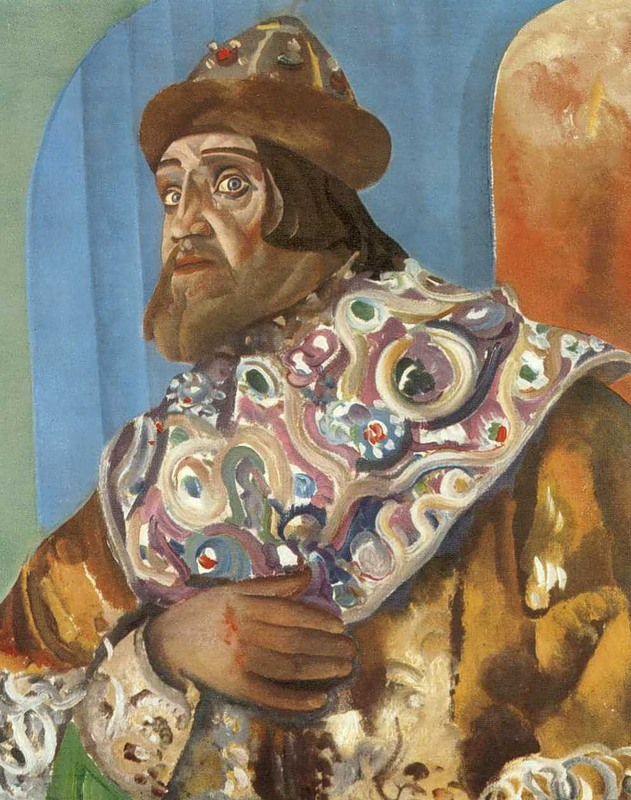
L'acteur Moskvin dans le rôle du Tsar Ivan, 1923.
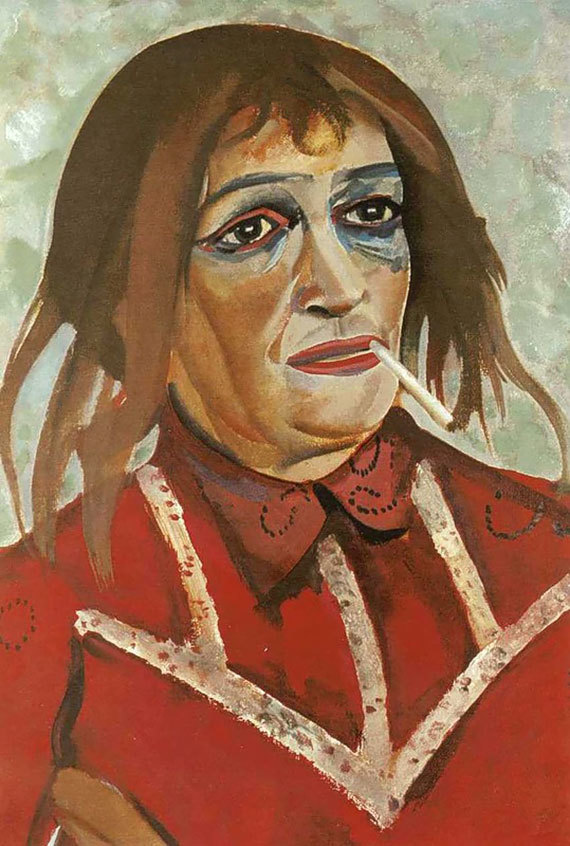
L'actrice Olga Knipper-Tchekova 1923
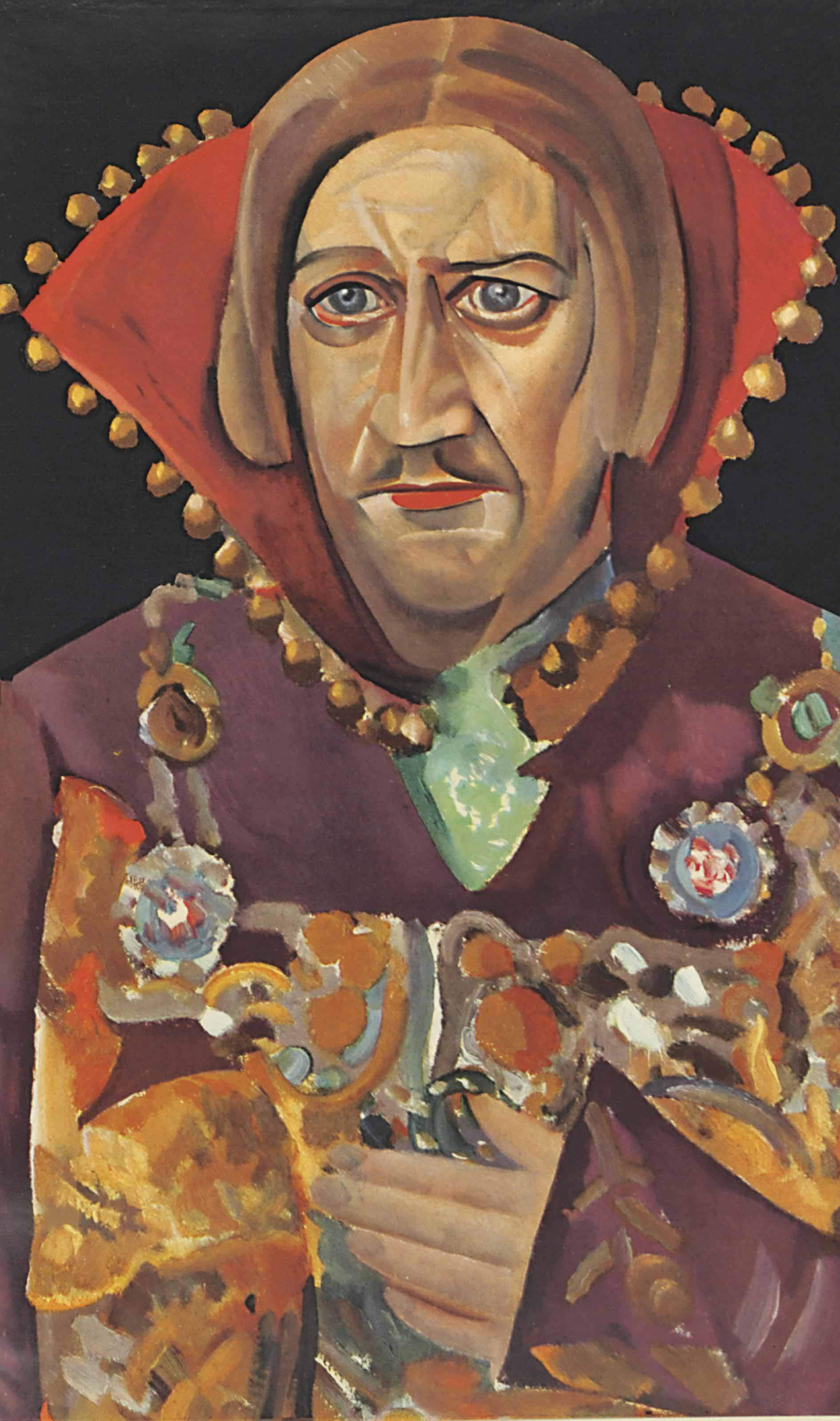
L'acteur Katchalov, 1923.

### Autres sujets
Grigoriev utilise aussi abondamment les sujets tels que les cafés et les cabarets, les cirques, les prostituées sur les trottoirs et dans les bordels. La trivialité des sujets tirés de la vie quotidienne ne cherche pas tant à imiter le réel qu'à donner une expressivité maximale. C'est l'influence des arts primitifs sur l'art russe du premier quart du XXe siècle qui se retrouve chez Grigoriev. Sa trivialité est celle revendiquée par Nathalie Gontcharoff en 1913 quand elle écrit : « Je considère d'un intérêt profond ce qu'à présent on appelle la trivialité petite-bourgeoise, parce qu'elle n'a pas été entamée par l'art des grosses têtes, dont les pensées sont exclusivement dirigées vers les hauteurs pour la seule raison qu'ils ne peuvent les atteindre et aussi parce que la trivialité petite-bourgeoise domine aujourd'hui et caractérise l'époque contemporaine-il n'y a pas à la craindre- elle peut tout à fait être l'objet de soins artistiques ».
En 2005 «Rasseïa» fut republié dans une collection nouvelle de livres anciens. 

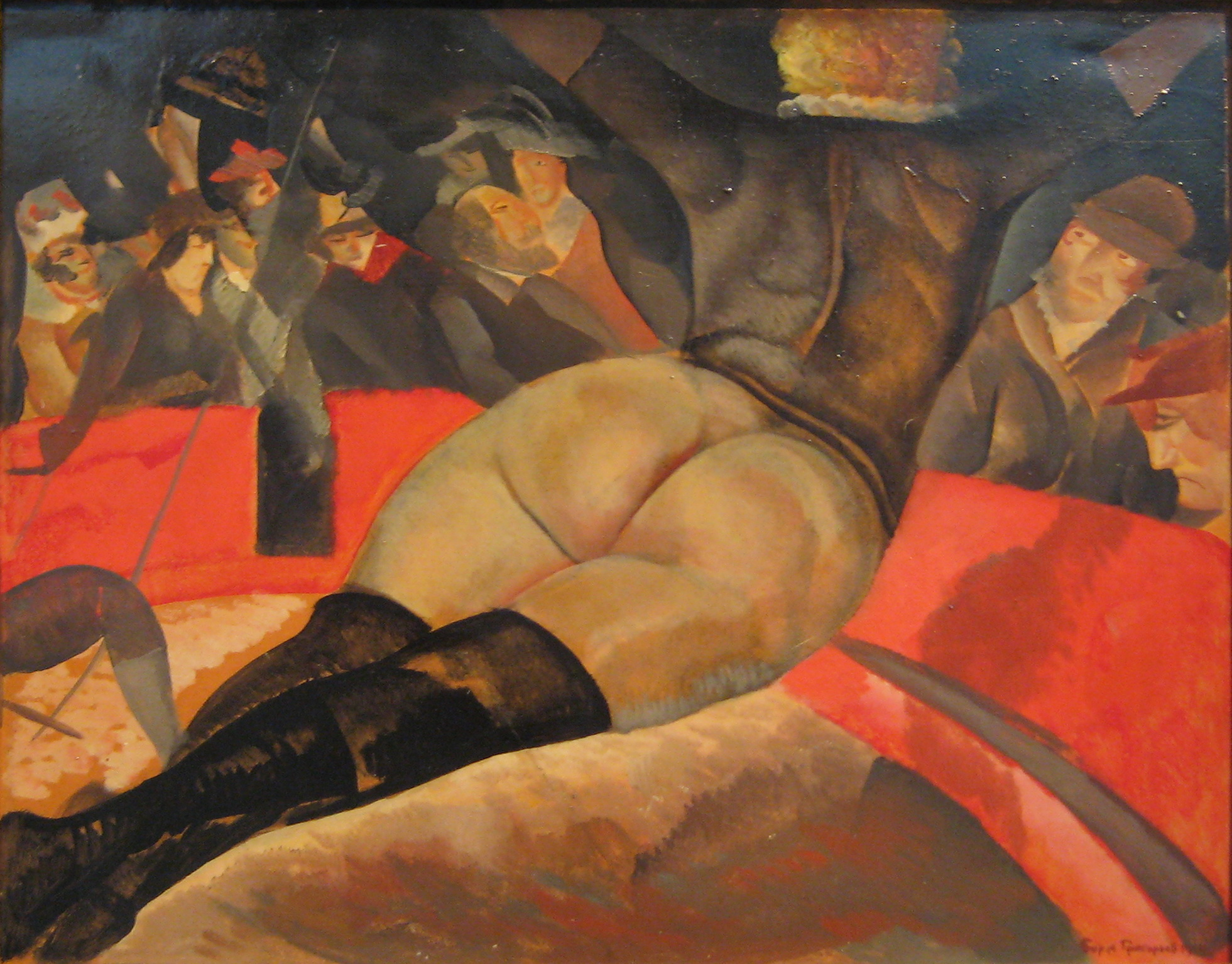
Au cirque 1918
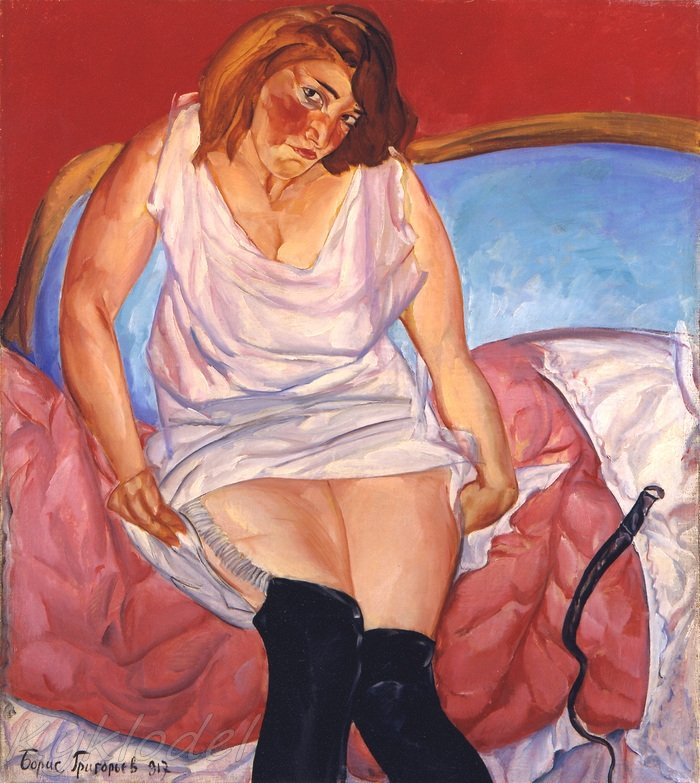
Boris Grigoriev 41
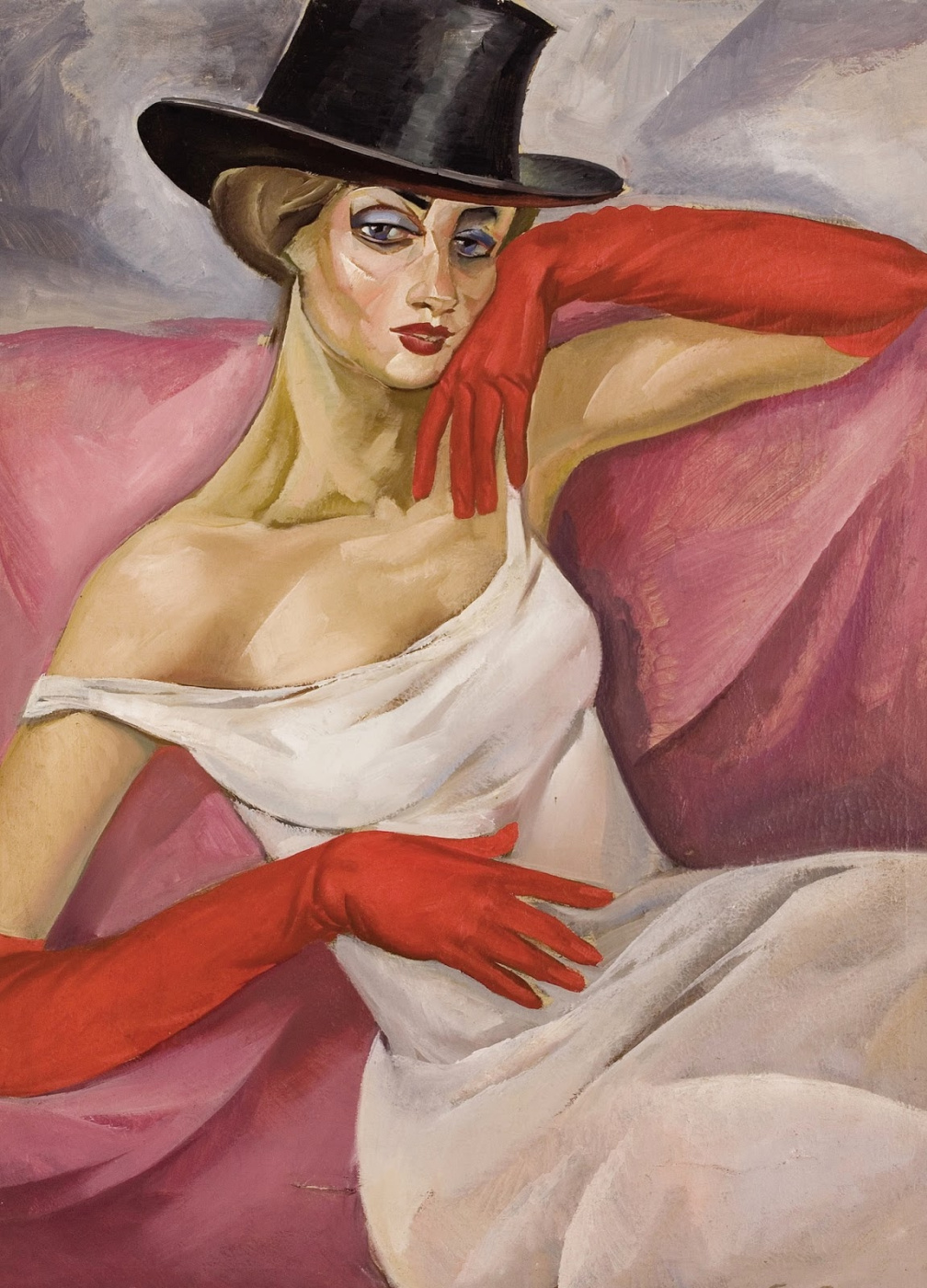
Boris Grigoriev 28b

### La Bretagne dans l'œuvre de Grigoriev
Boris Grigoriev séjourne en Bretagne à partir de 1914. En témoigne une série de dessins conservés à la galerie Tretiakov ainsi que le tableau Le Marché de Guingamp . Avant 1917, il voyage encore plusieurs fois en France puis à la fin de 1920, la France devient son lieu de vie permanent et la Bretagne une de ses régions préférées. Au cours des années 1922 et 1923, il séjourne encore en Bretagne. En règle générale, ses tableaux figurent un seul personnage porteur d'une tradition profonde et imposants par leur gravité et la pose tranquille de leurs mains. Le cycle breton inclut une trentaine de tableaux mais aussi une trentaine de dessins. Le peintre se trouve en Bretagne en état d'inspiration permanente. Il travaille beaucoup. Il réalise, comme il le dit lui-même, un « cycle catholique » au milieu de la Bretagne et de ses "paroisses", "processions", baptêmes, pardons. La stabilité monumentale de ses modèles rappelle les fondements éternels de la condition humaine.  

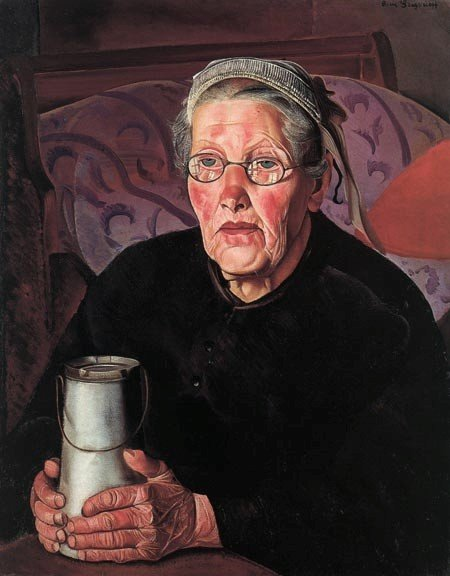
Vieille femme en Bretagne(1923)
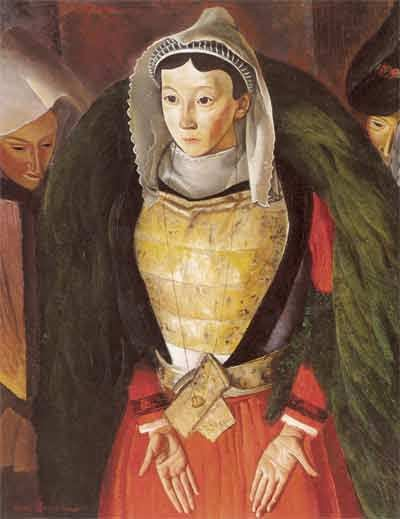
Femme de Bretagne (1920)
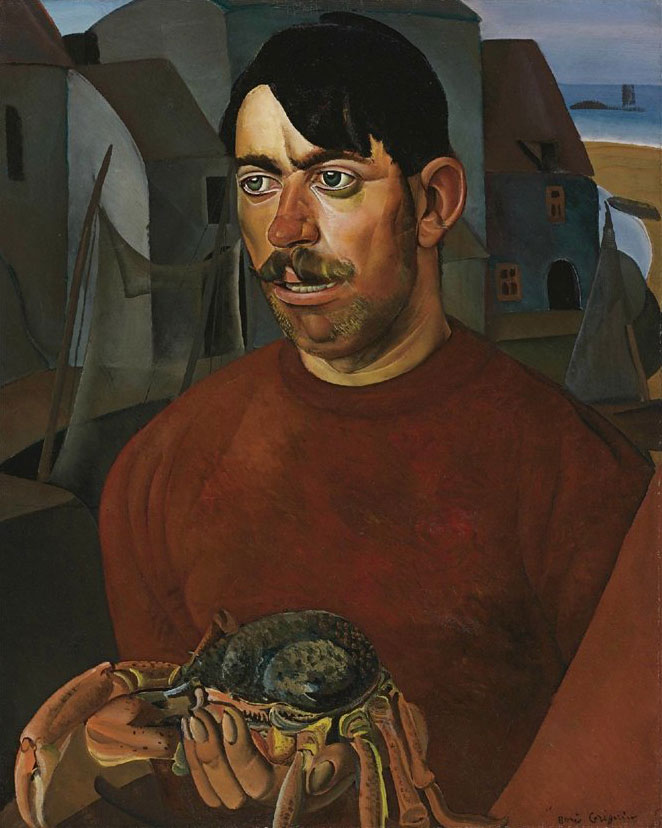
Pêcheur breton

#### Ouvrages
- Peintres russes en Bretagne, ouvrage collectif (R. N Antipova, Jean-Claude Marcadé, Dimitri Vicheney, Cyrille Makhroff, C. Boncenne, V. Brault, Ph. Le Stum, T. Mojenok, I. Obuchova-Zielinska, M. Vivier-Branthomme), Musée départemental breton à Quimper, Éditions Palentines, 2006, p. 36 à p. 37  (ISBN 2-911434-56-0).
- Jean-Claude Marcadé, L'avant-garde russe 1907-1927, Flammarion, 2007  (ISBN 2-08-120786-9)

#### Albums, Monographie
- (ru) Поспелов, Глеб Геннадьевич, «Лики России» Бориса Григорьева (Visages de la Russie), Moscou, Искусство (издательство),‎ 1999, 198 p. (ISBN 5-210-01345-6)
- (ru)Науч. рук. Петрова, Евгения Николаевна, Catalogue des expositions du peintre, Saint-Pétersbourg., Palace Editions,‎ 2011, 288 p.

#### Articles
- (ru) Курдюкова Дарья, « Художник — это хирург с руками циника.L'artiste c'est un chirurgien aux mains cyniques. », 1, Независимая газета,‎ 15 septembre 2011 (lire en ligne)
- (ru)Вакар, Ирина Анатольевна - Вакар Ирина., « «Одинокий, но сильный». Борис Григорьев (Solitaire mais solide) », 1, Наше наследие, no 107,‎ 2013 (lire en ligne)